# Piazza del Popolo (Fermo)

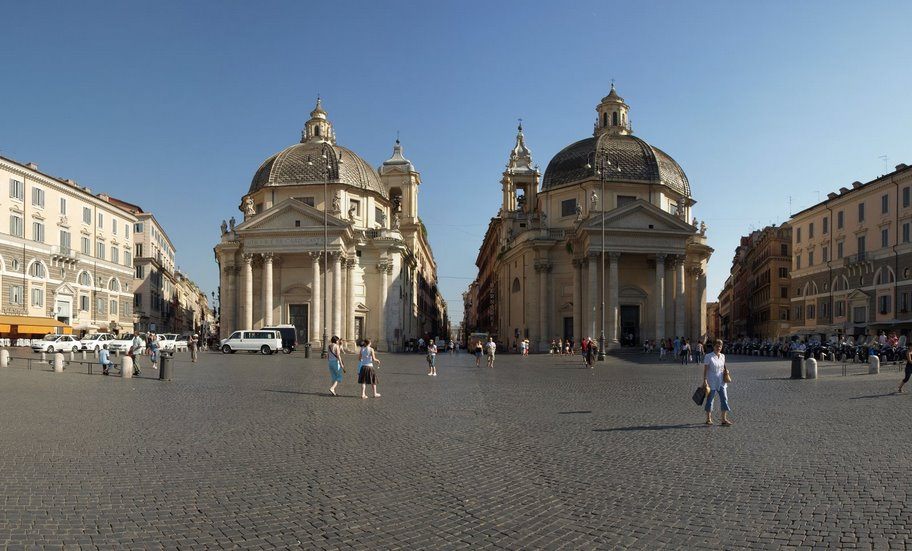
Piazza del Popolo

Piazza del Popolo, già piazza Vittorio Emanuele e piazza San Martino, è la piazza principale della città di Fermo.

## Storia
Questo spazio ebbe una sua prima configurazione sotto Alessandro Sforza, in occasione della venuta di Bianca Maria Visconti, nel 1442, sposa del fratello Francesco, la quale nell'anno 1444 diede alla luce a Fermo, Galeazzo Maria, futuro duca di Milano.
Fu ridimensionata con deliberazione comunale dell'8 novembre 1463 ed assunse la sua forma attuale con l'intervento di sistemazione avvenuto nell'anno 1659.

## Architettura

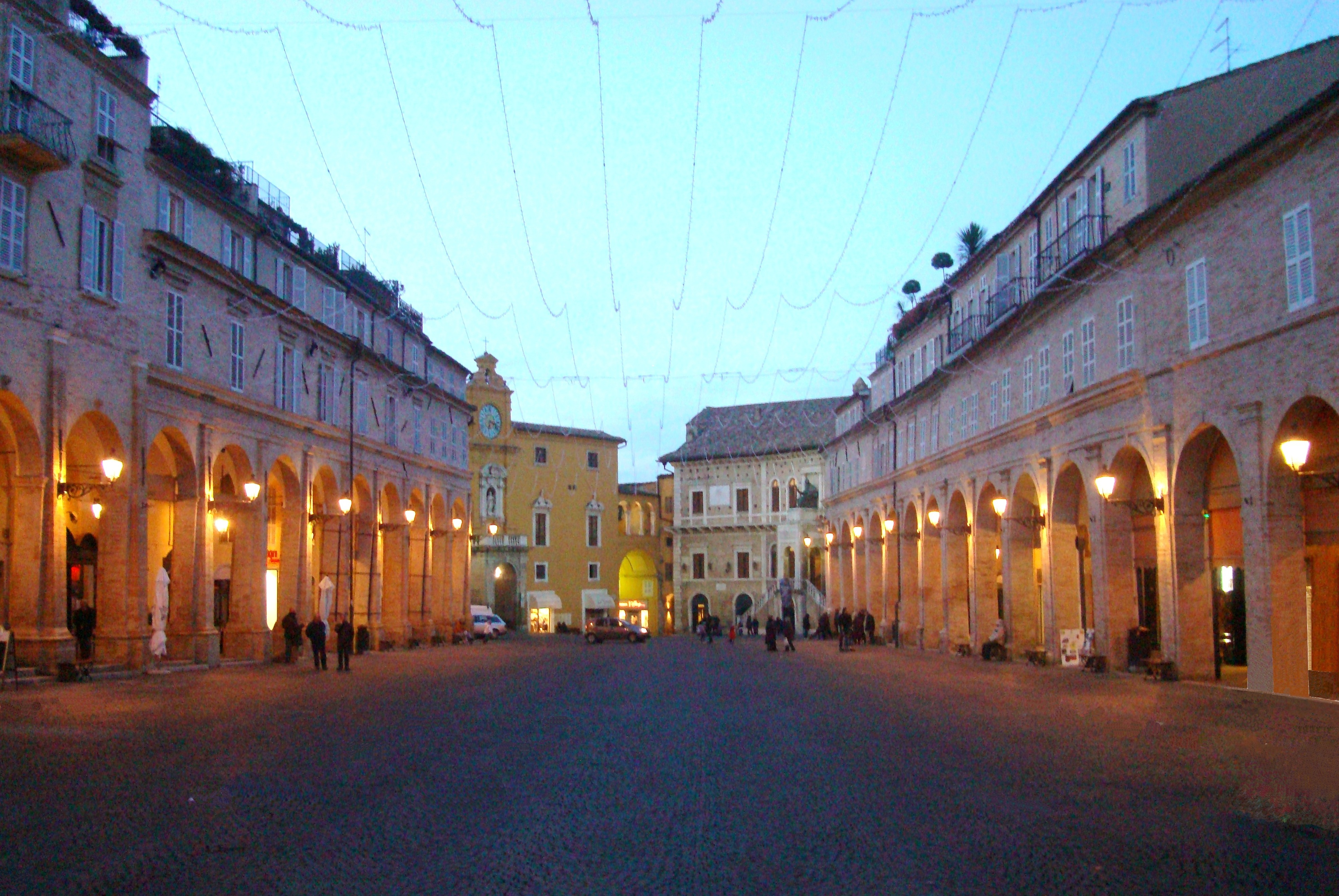
Piazza del Popolo, con i portici ai lati

Si apre con la sua configurazione architettonica quattrocentesca, accurata e lineare nelle strutture, lunga 135 metri e larga 34, è considerata come la piazza salotto della città. Si mostra chiusa sui lati lunghi da due file di logge dai portici in cotto e sui lati corti da palazzi storici fra i più significativi della storia cittadina, quali: il palazzo dei Priori  o Palazzo comunale, sede della pinacoteca civica, risalente al 1296; il Palazzo apostolico, iniziato nell'anno 1502 da Oliverotto Euffreducci e terminato nel 1532 per ordine del papa Clemente VII; il loggiato di san Rocco, costruito nel 1528 ospitante la chiesa di San Rocco, eretta nel 1505, quale voto della città contro la peste.